# Strakonice I
Strakonice I jsou severní část města Strakonice ve stejnojmenném okrese v Jihočeském kraji. Strakonice I leží v katastrálním území Strakonice o rozloze 8,76 km².
Do této části Strakonic spadá levobřežní část města, včetně části středu města okolo Velkého náměstí, dále Podskalí s pivovarem, sídliště Mír a sídliště 1. máje, z pravého břehu je to průmyslová zóna Kání Vrch, Křemelka a okolí vlakového nádraží (včetně nového autobusového terminálu, staré autobusové nádraží se nachází ve Strakonicích II).

## Historie
První písemná zmínka o vesnici pochází z roku 1233.

## Obyvatelstvo
| Rok            | 1869  | 1880  | 1890  | 1900  | 1910  | 1921  | 1930  | 1950  | 1961   | 1970   | 1980   | 1991   | 2001   | 2011   | 2021   |
| -------------- | ----- | ----- | ----- | ----- | ----- | ----- | ----- | ----- | ------ | ------ | ------ | ------ | ------ | ------ | ------ |
| Počet obyvatel | 5 183 | 5 835 | 5 419 | 5 499 | 5 440 | 5 502 | 6 569 | 6 854 | 12 227 | 10 472 | 14 297 | 16 193 | 14 430 | 13 695 | 13 395 |
| Počet domů     | 320   | 330   | 316   | 352   | 367   | 416   | 551   | 668   | 1 649  | 955    | 1 015  | 1 132  | 1 134  | 1 199  | 1 287  |

## Obecní správa
Strakonice I vznikly k 1. dubnu 1980 jako část města Strakonice ve stejnojmenném okrese.